# Diogmites pritchardi
Diogmites pritchardi là một loài ruồi trong họ Asilidae. Diogmites pritchardi được Bromley miêu tả năm 1936. Loài này phân bố ở vùng Tân Bắc giới.